# Aleksander Beljavski
Alexander Henrikhovich Beliavsky (tudi Aleksander Henrikovič Beljavski; rusko Алекса́ндр Ге́нрихович Беля́вский, ukrajinsko Олександр Белявський), ukrajinski in slovenski šahovski velemojster, * 17. december 1953,  Lvov, Ukrajina.
Beliavsky je poznan po brezkompromisnem slogu igre, njegov otvoritveni repertoar obsega klasične otvoritve kot npr. damin gambit, špansko otvoritev in francosko obrambo.
Leta 1996 je pridobil slovensko državljanstvo in postal slovenski državni prvak.

## Dosežki

### Posamična tekmovanja
Leta 1973 je zmagal na mladinskem svetovnem prvenstvu. Leta 1975 je postal velemojster. Bil je štirikrat prvak Sovjetske zveze - v letih 1974, 1980, 1987 in 1990.
- 1978 Kijev, 1. mesto
- 1980 Bukarešta, 1. mesto
- 1980 Taškent, 1. mesto
- 1981 Tilburg, 1. mesto
- 1982 Sarajevo, 1. mesto
- 1984 Wijk aan Zee, 1.-2. mesto
- 1986 Tilburg, 1. mesto
- 1990 Amsterdam, 1. mesto
- 1993 Beograd, 1. mesto
- 1994 Leon, 1. mesto
- 1995 Bern op, 1. mesto
- 1996 Slovenski državni prvak
- 1996 Bled op, 1. mesto
- 1997 Frankfurt op, 1. mesto
- 2001 Ljubljana, 1. mesto

### Šahovske olimpijade
Bil je član zmagovitega sovjetskega moštva na šahovskih olimpijadah v Luzernu (1982, dosegel 8/10 na 1. deski), Solunu (1984 - dosegel 8/10 na 1. deski in 1988) in v Novem Sadu (1990). Po razpadu Sovjetske zveze je igral za reprezentanco Ukrajine na olimpijadi v Manili (1992). 
Leta 1996 je za Slovenijo nastopil na olimpijadi v Erevanu in kasneje na vseh nadaljnjih olimpijadah.

### Bojevanje za naslov svetovnega prvaka
Leta 1992 se je z medconskega turnirja v Moskvi uvrstil na kandidatske dvoboje, kjer je leta 1993 izgubil od bodočega izzivalca svetovnega prvaka Garija Kasparova.

Na svetovnem prvenstvu v Libiji (junij 2004) je v izločilnih dvobojih premagal Barsova, Kobalia in Anastasiana. V četrtem kolu pa ga je izločil Grischuk z rezultatom 3,5 : 2,5. S tem se je uvrstil med 16 najboljših igralcev sveta.
Julija 2004 je bil z 2641 ratinškimi točkami najboljši slovenski igralec, na lestvici FIDE pa je zasedal 27. mesto.
Trenutni mednarodni ELO rating si je možno ogledati na tekoči FIDE ratinški lestvici.
Med stotimi najboljšimi svetovnimi šahisti je drugi najstarejši za Karpovom, ki je dve leti starejši.